# Jens Otto Krag

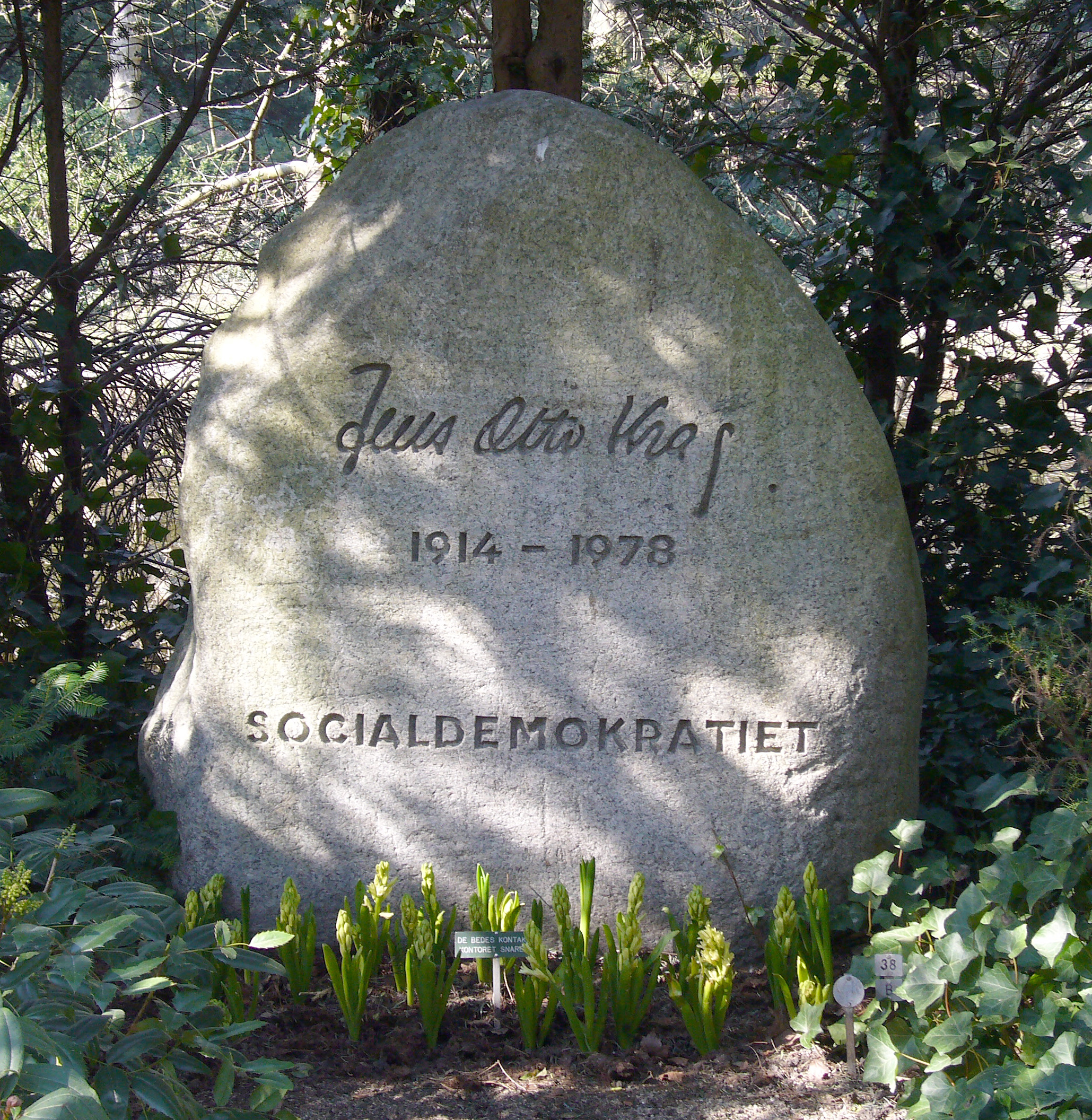
Jens Otto Krags grav på Vestre Kirkegård i Köpenhamn

Jens Otto Krag, född 15 september 1914 i Randers, död 22 juni 1978 i Skiveren utanför Frederikshavn, var en dansk socialdemokratisk politiker som var Danmarks statsminister 1962–1968 och 1971–1972.

## Biografi
Krag invaldes som ledamot i Folketinget 1947. I regeringsställning var han handels- och försörjningsminister 1947–1950, ekonomi- och arbetsminister 1953–1957 samt utrikesminister 1958–1962. Han var sedan Danmarks statsminister 1962–1968 och 1971–1972.
Krag ledde den kommitté som utarbetade det socialdemokratiska efterkrigstidsprogrammet – Fremtidens Danmark – och 1962 efterträdde han Viggo Kampmann som statsminister och ordförande i det socialdemokratiska partiet. Som statsminister förde han en försiktig ekonomisk politik och sökte samlande lösningar med ett brett stöd i Folketinget. Han var också en av Danmarks främsta förespråkare för anslutning till dåvarande EG, varför hans avskedsansökan, omedelbart efter beslutet om en anslutning kom som en stor överraskning.
Åren 1973–1975 var han EG:s ambassadör i Washington, D.C..
Krag var gift med bland andra skådespelarna Birgit Tengroth och Helle Virkner. Tengroth skildrade det olyckliga äktenskapet med Krag i memoarboken Jag vill ha tillbaka mitt liv (1972).
Jens Otto Krag förekommer som karaktär i TV-serien Krönikan där han spelas av Lars Mikkelsen.